# Copa Tuto Marchand
A Tuto Marchand Continental Championship Cup é um torneio de basquetebol preparatório para o campeonato masculino de nações da FIBA Américas, a Copa América.

## História
A competição já teve cinco edições (2007, 2009, 2011, 2013, 2015), sempre precedendo a Copa América. As seleções que já participaram do torneio são: Porto Rico, Brasil, Canadá, República Dominicana e Argentina. Brasil foi três vezes campeão do torneio (2007, 2009, 2011), enquanto Porto Rico (2013) e Canadá (2015) conquistaram um título cada um.

## Copa Tuto Marchand de 2007[1]
| Pos. | Equipes                | J | V–D | Pontos |
| ---- | ---------------------- | - | --- | ------ |
| 1.   | Brasil                 | 3 | 2–1 | 5      |
| 2.   | Argentina              | 3 | 2–1 | 5      |
| 3.   | Canadá                 | 3 | 2–1 | 5      |
| 4.   | Porto Rico (Anfitrião) | 3 | 0–3 | 3      |

## Copa Tuto Marchand de 2009[2]
| Pos. | Equipes                | J | V–D | Pontos |
| ---- | ---------------------- | - | --- | ------ |
| 1.   | Brasil                 | 3 | 3–0 | 6      |
| 2.   | Porto Rico (Anfitrião) | 3 | 2–1 | 5      |
| 3.   | Canadá                 | 3 | 1–2 | 4      |
| 4.   | Argentina              | 3 | 0–3 | 3      |

## Copa Tuto Marchand de 2011[3]
| Pos. | Equipes              | J | V–D | Pontos |
| ---- | -------------------- | - | --- | ------ |
| 1.   | Brasil (Anfitrião)   | 3 | 3–0 | 6      |
| 2.   | Porto Rico           | 3 | 2–1 | 5      |
| 3.   | República Dominicana | 3 | 1–2 | 4      |
| 4.   | Canadá               | 3 | 0–3 | 3      |

## Copa Tuto Marchand de 2013[4]
| Pos. | Equipes                | J | V–D | Pontos |
| ---- | ---------------------- | - | --- | ------ |
| 1.   | Porto Rico (Anfitrião) | 4 | 4–0 | 8      |
| 2.   | Argentina              | 4 | 3–1 | 7      |
| 3.   | Brasil                 | 4 | 2–2 | 6      |
| 4.   | República Dominicana   | 4 | 1–3 | 5      |
| 5.   | Canadá                 | 4 | 0–4 | 4      |

## Copa Tuto Marchand de 2015[5]
| Pos. | Equipes                | J | V–D | Pontos |
| ---- | ---------------------- | - | --- | ------ |
| 1.   | Canadá                 | 4 | 4–0 | 8      |
| 2.   | Porto Rico (Anfitrião) | 3 | 2–1 | 5      |
| 3.   | Argentina              | 3 | 1–2 | 4      |
| 4.   | Brasil                 | 3 | 1–2 | 4      |
| 5.   | República Dominicana   | 3 | 0–3 | 3      |

### Tempestade Tropical Erika
O último dia de competição da edição 2015 foi cancelado devido às condições climáticas e à iminente passagem da tempestade tropical Erika através de Porto Rico. Isso resultou na não-realização dos dois últimos jogos entre República Dominicana–Brasil e Argentina–Porto Rico. Com isso, a única equipe a jogar todas as suas partidas foi o Canadá, mas como os canadenses já haviam conquistado 8 pontos ao vencer seus quatro confrontos, eles já haviam garantido o primeiro lugar, assim, o Canadá foi nomeado campeão da edição 2015.

## References
1. ↑  FIBAAmericas.com - 2007 Marchand Continental Cup.
2. ↑  FIBAAmericas.com - 2009 Marchand Continental Cup.
3. ↑  FIBAAmericas.com - 2011 Marchand Continental Cup.
4. ↑  FIBAAmericas.com - 2013 Marchand Continental Cup.
5. ↑  FIBAAmericas.com - 2015 Marchand Continental Cup.
6. ↑  «The final day of competition in the FIBA Marchand Continental Cup will not be played». FIBA. 26 de agosto de 2015